# Johannes Anyuru

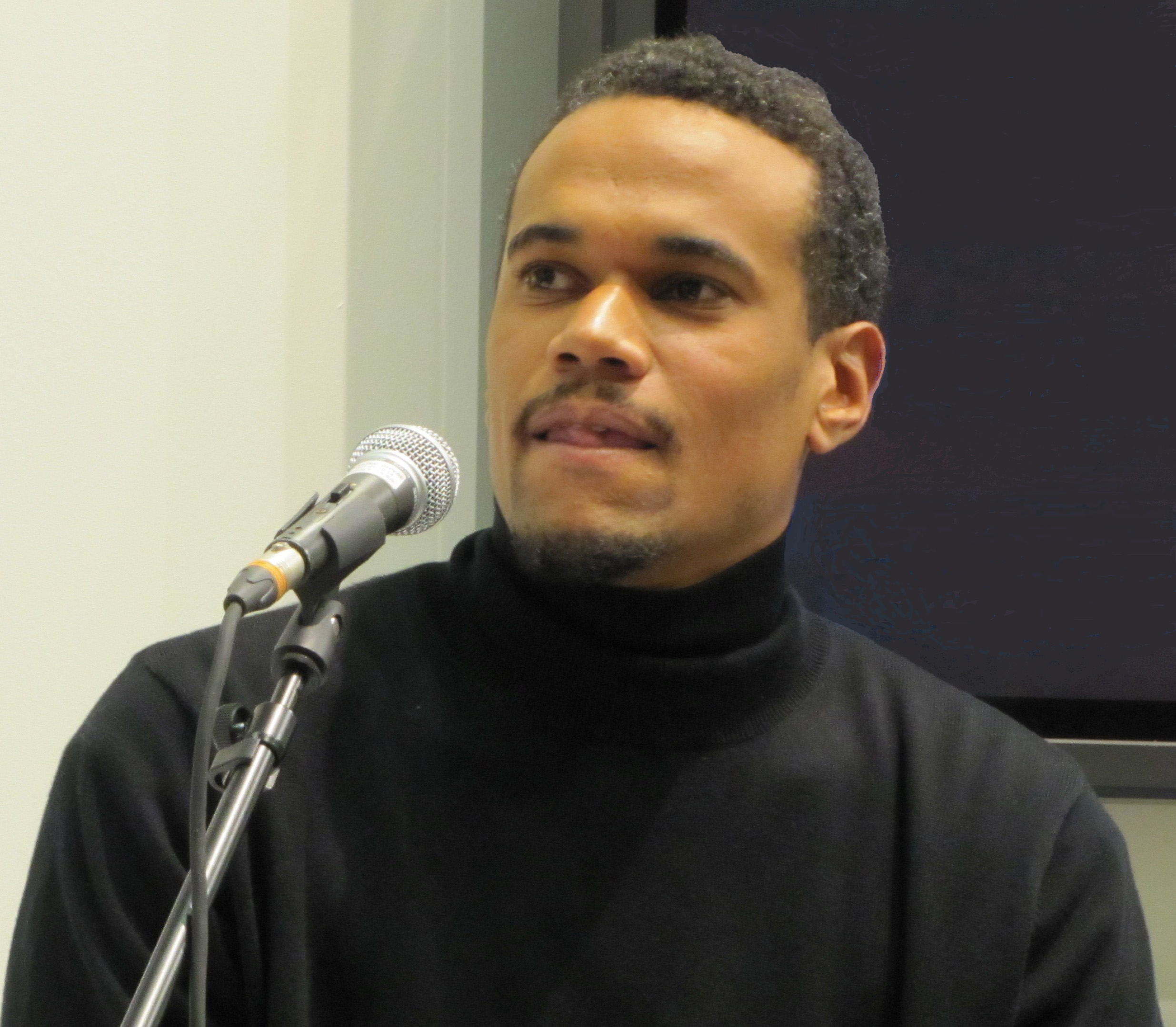
Johannes Anyuru auf der Göteborger Buchmesse am 23. September 2010

Johannes Anyuru (* 23. März 1979) ist ein schwedischer Schriftsteller und Poet. Er zählt zu den Autoren der sogenannten schwedischen Einwandererliteratur.

## Leben
Anyuru, Sohn einer Schwedin und eines Uganders, debütierte 2003 mit der Gedichtsammlung Det är bara gudarna som är nya (deutsch Nur die Götter sind neu). Inspiriert von Homers Epos Ilias schilderte er das Leben in Stadtteilen mit hohem Migrantenanteil. Häufig findet in seiner Gedichtsammlung der Mörners-Weg in Växjö Erwähnung, wo Anyuru seine Kindheit verbrachte.
Kritiker verglichen Anyurus Stil mit dem des schwedischen Modernisten Göran Sonnevi und der Hip-Hop-Band The Latin Kings. Im Vorwort zu veröffentlichten Liedtexten dieser in Schweden erfolgreichen und aus dem Einwanderermilieu stammenden Band positioniert sich Anyuru zur Bedeutung der Einwandererliteratur für die schwedische Kultur.
Anyurus zweite Gedichtsammlung Omega ist von der Trauer um zwei verstorbene Freunde geprägt. Diese Erfahrungen trieben ihn in eine Depression. Anyurus dritte Sammlung Städerna inuti Hall erschien 2009 und beschreibt eine sozialpolitische Trauerlandschaft. Im Herbst 2010 debütierte er mit dem Roman Skulle jag dö under andra himlar (deutsch Sollte ich unter anderen Himmeln sterben).
Anyuru hat neben Büchern auch an Poesie in Klangform gearbeitet. So reiste er beispielsweise 2003 mit der Vorstellung des Riksteatern Abstrakt rap (deutsch Abstrakter Rap) durch Schweden und trat mit Spoken-Word-Veranstaltungen als Teil der Gruppe Broken Word auf.
Am 11. Dezember 2009 fand am Göteborger Stadttheater die Premiere seines Debütstückes Förvaret (deutsch Sicherstellung) statt, das er zusammen mit Aleksander Motturi schrieb. Es handelt von Flüchtlingen, die im Gefängnis auf ihre Abschiebung warten.
2007 konvertierte Anyuru zum Islam.

## Werke
- Det är bara gudarna som är nya, 2003
- Omega, 2005
- Städerna inuti Hall, 2009
- Skulle jag dö under andra himlar, 2010
- En civilisation utan båtar, 2011
- En storm kom från paradiset, 2012
- De kommer att drunkna i sina mödrars tårar, 2017

## Preise und Auszeichnungen
- Preis der Zeitung Nöjesguiden 2003
- Poesiepreis Guldprinsen 2003
- Kalleberger-Stipendium der Svenska Akademien 2005
- Spingo-Stipendium der Kommunistiska Partiet 2005
- Literaturpreis der Zeitung Svenska Dagbladet 2012
- Stipendium ur Gerard Bonniers donationsfond 2012
- Literaturpreis der Zeitung Aftonbladet 2012
- Ivar Lo-Johanssons personliga pris 2013[4]
- August-Preis 2017 für De kommer att drunkna i sina mödrars tårar[5]
- Aniara-Preis 2017
- Per-Olov-Enquist-Preis 2017
- Dobloug-Preis 2018